# Louis Jean François Lagrenée

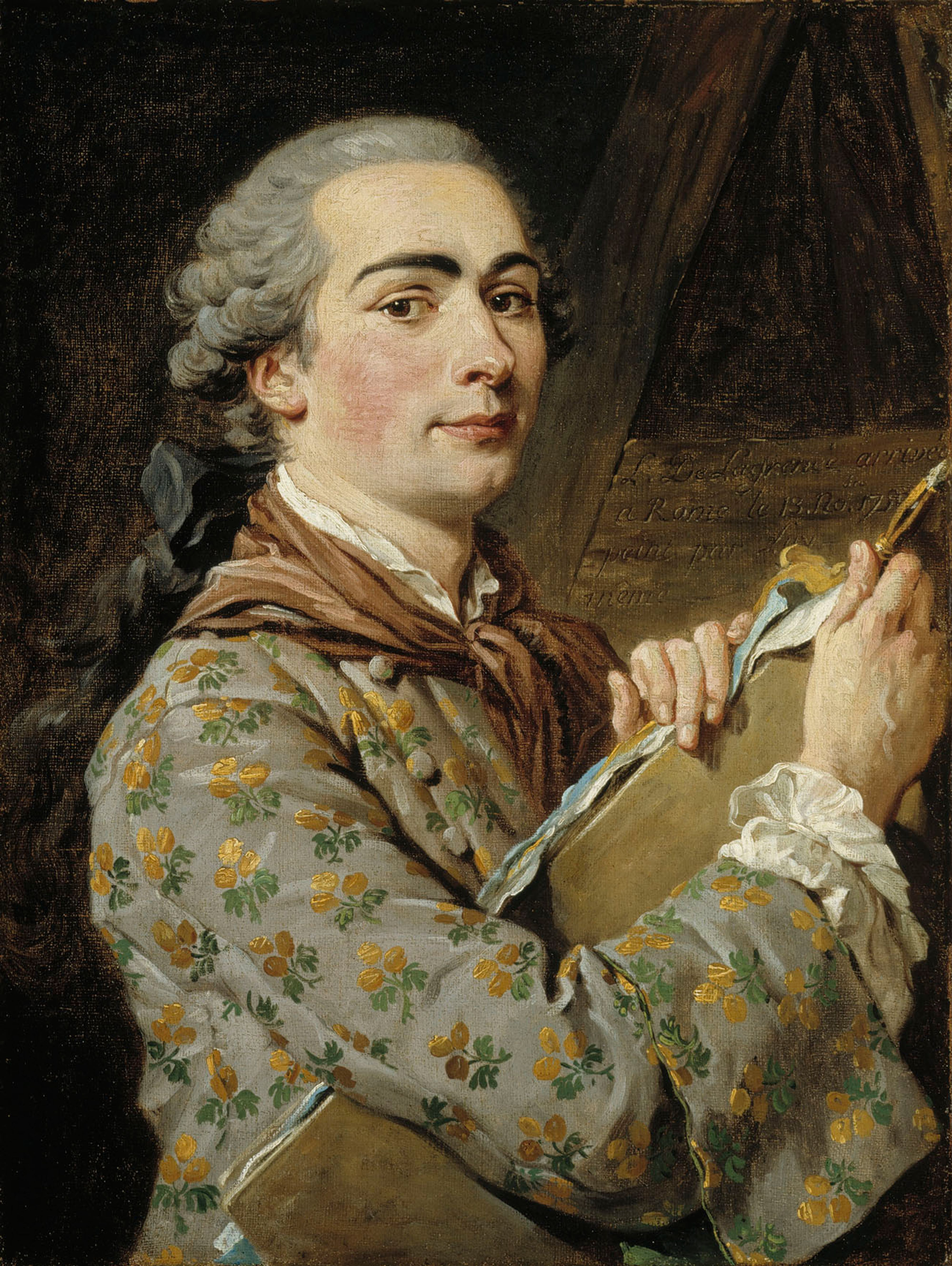
Louis Jean François Lagrenée, Selbstporträt ca. 1750–59.

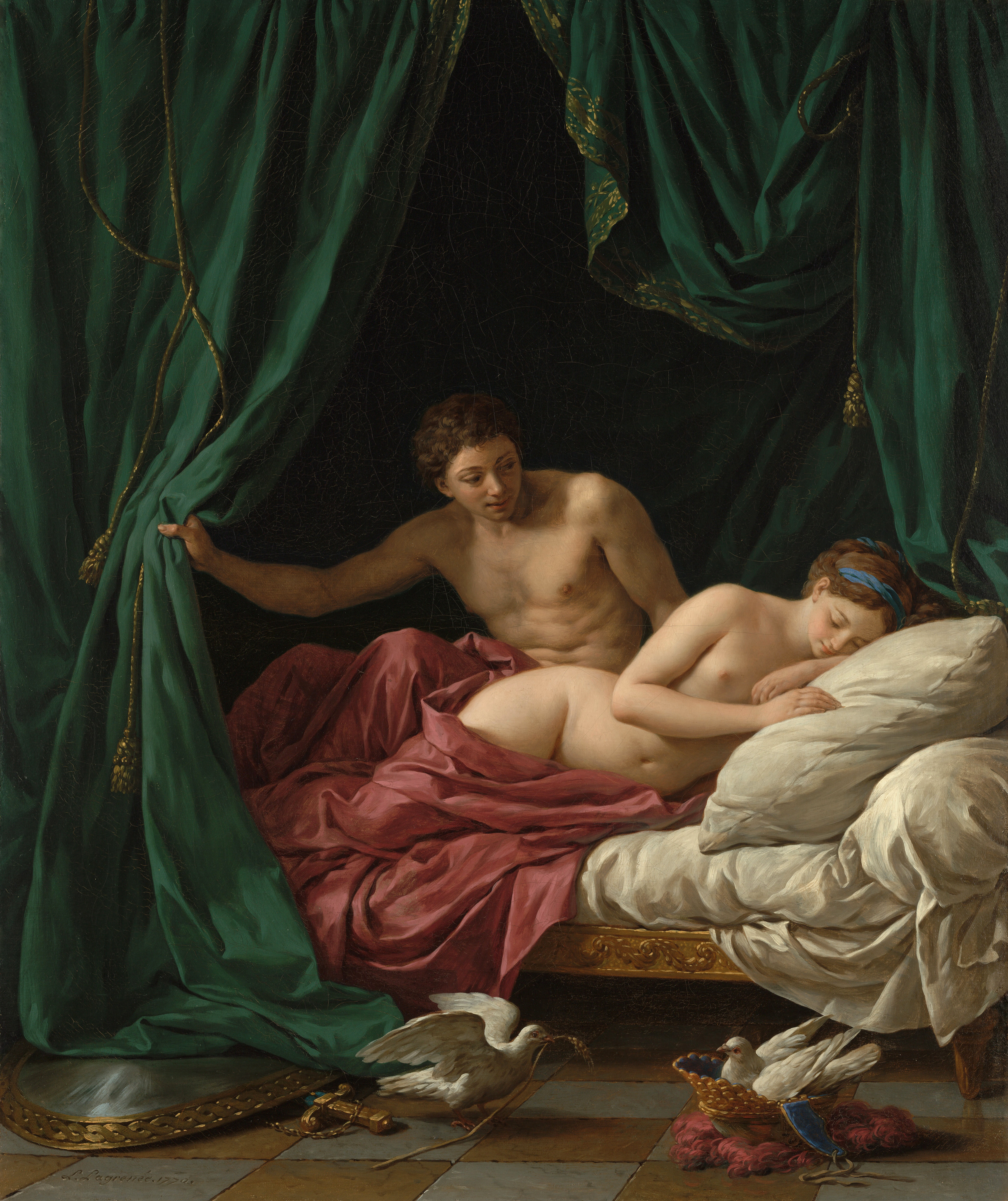
Mars et Vénus. Allégorie de la Paix, 1770

Louis Jean François Lagrenée, genannt Lagrenée l'aîné, (* 21. Januar 1725 in Paris; † 19. Juni 1805 ebenda) war ein französischer Maler.

## Leben
Louis Lagrenée war ein Schüler von Charles André van Loo, des späteren Premier peintre du Roi (Erster Maler des Königs), sowie älterer Bruder und Lehrmeister des Malers Jean-Jacques Lagrenée. 1749 erhielt er für sein Gemälde Joseph erklärt die Träume des Pharaos den Rompreis und ließ sich für mehrere Jahre in Rom nieder. Nach seiner Rückkehr ins Frankreich Ludwigs XV. wurde er 1755 Mitglied der Königlichen Akademie und 1758 Professor an derselben.
1760 berief ihn die russische Zarin Elisabeth nach Sankt Petersburg, wo er Hofmaler wurde und Louis Joseph Le Lorrain als Direktor der Kunstakademie ersetzte. Nach dreijährigem Aufenthalt zog er mit seinem Bruder Jean-Jacques, der ihn begleitet hatte, wieder nach Rom. 1765 zeigte er am Salon die beachtliche Zahl von 14 Gemälden.
Denis Diderot, der zunächst mit Zustimmung auf das Werk Lagrenées reagiert hatte und La Madeleine für 300 Livres vom Künstler erwarb, warf ihm später Überproduktivität aus Geldgier vor und sah in diesem Abstieg einen weiteren Beweis für die korrumpierende Wirkung des Geldes auf die Kunst. Diderot urteilte hart über Mars et Vénus, das am Salon von 1769 gezeigt wurde und das eine beschauliche Aufwachszene am Morgen nach einer Liebesnacht zeigt:
„Miséricorde! Welche gewaltige Zahl an Gemälden des Herrn Lagrenée! [...] Dieser Lagrenée ist ein armer Mann inmitten seines Reichtums; [...] er denkt nicht und fühlt nicht, er hat keinen Stil, er weiß vielleicht gar nicht was das ist; ein Kopist, kalt und monoton; er ist gierig nach Geld und Ideen, immer die selben Figuren, die immer zwei oder drei bekannten Modelen ähneln; [...]. Könnte dieser Maler nicht einen Blauton finden, ohne blau zu nehmen, rot ohne rot und die Farben mehr brechen?“
Diderot bemängelte an dem Werk vor allem die Mittelmäßigkeit im Ausdruck der Gefühle. Es entbehrte des Übernatürlichen, das der Begegnung von Venus und Mars innewohnen sollte. Diderot erkannte auch nicht, inwiefern das Werk eine Allegorie des Friedens sein sollte, da es gewöhnliche Einstellungen zeige.
1781 wurde Lagrenée Direktor der Französischen Akademie in Rom und kurz vor seinem Tode Rektor der Pariser École des Beaux-Arts sowie Konservator des Musée Napoléon. Insgesamt werden dem sehr produktiven Maler über 400 Gemälde zugeschrieben. Dmitri Lewizki, Pierre Peyron und Marc Antoine Bilcoq zählen zu seinen Schülern.

## Werke
- La Madeleine, 1764, Öl auf Kupfer, 25 × 17 cm, Privatsammlung.[1]
- La Charité romaine, 1782, Öl auf Leinwand, 62 × 73 cm, Toulouse, Museée des Augustins.[1]
- Mars et Vénus. Allégorie de la Paix, 1770, Öl auf Leinwand, 64,8 × 54 cm, Los Angeles, J. Paul Getty Museum.[1]